# Cissus pseudoguerkeana
Cissus pseudoguerkeana är en vinväxtart som beskrevs av B. Verdcourt. Cissus pseudoguerkeana ingår i släktet Cissus och familjen vinväxter. Inga underarter finns listade i Catalogue of Life.